# Heiß weht der Wind
Heiß weht der Wind ist ein 1964 entstandener, deutsch-österreichischer Western, bei dem Rolf Olsen Regie führte. Er wurde am 24. November 1964 uraufgeführt und auch unter dem Titel Mein Freund Shorty gezeigt.

## Handlung
Der Wilde Westen im Jahre 1896. Chris Harper, seine Eltern Helen und Patrick sowie ihr Schäferhundwelpe Shorty, geraten im Süden von Texas in einen Postkutschenüberfall. Sie waren auf dem Weg nach Silver Rock, um sich dort eine neue Existenz aufzubauen. Chris’ Onkel Rufus, ein ewig betrunkener, alternder Cowboy, hatte sie mit der Behauptung gelockt, er habe eine Goldader entdeckt. Als die Verbrecher, angeführt vom schurkischen Al Nutting, wild in die Luft schießen, gehen die Pferde durch und reißen die Kutsche in einen Abgrund. Chris Harpers Eltern kommen bei diesem Überfall im Midnight Canyon ums Leben. Chris selbst kommt mit einer Handverletzung glimpflich davon, denn der heruntergekommene Mitreisende Spike Sunday rettete ihn, indem er Chris unmittelbar zuvor aus der Kutsche schleuderte.
Spike kümmert sich fortan fürsorglich um Chris, der sein Gedächtnis verloren hat, und bringt ihm das Schießen bei. Ganz uneigennützig sind Sundays Hintergedanken nicht. Er braucht einen Partner, der mit Schießwaffen umgehen kann, seitdem ihm ein wütender Cowboy seine Schießhand zerschmettert hat. Chris’ bei dem Überfall schwerverletzter Shorty wird derweil vom Farmer Richard Bradley gesund gepflegt. Er hatte nach dem Überfall die Reisetasche Harpers an sich genommen, worin sich der Hund befand. Bradley selbst steckt als Spiritus rector hinter diesem Überfall. Hohe Schulden hatten ihn zu dieser Verzweiflungstat gebracht, doch nach diesem tödlichen Ausgang verzichtet er auf seinen Anteil der Beute und wendet sich von den Gangsterkumpanen ab. Er ahnt nicht, dass in der Reisetasche auch die Pläne der Goldader von Rufus Harper stecken.
Drei Jahre nach dem Überfall reiten Spike und Chris in den Westernort Cattle City ein. Chris ist mittlerweile ein ausgezeichneter Schütze geworden. Es dauert nicht lang, da gerät Spike im Saloon heftig mit Jack Bradley, dem haltlosen Sohn des Ranchers, zusammen. Der Vormann der Bradley-Ranch, Al Nutting, und einige seiner Kumpane wollen dem Sohn ihres Bosses zu Hilfe kommen, als Revolverheld Chris von seinen erlernten Künsten Gebrauch macht. Hals über Kopf fliehen die beiden Freunde aus der Stadt, verfolgt von Bradleys Leuten und dem Sheriff. Als sie einen Fluss erreichen, geraten die beiden Freunde in ein Gewitter. Der Fluss schwillt massiv an, und beim Versuch, diesen zu überqueren, ertrinken sie beinah. Aus den Fluten gefischt werden die beiden ausgerechnet von Richard Bradley, der sie mit auf seine Ranch nimmt. Dort aus ihrer Bewusstlosigkeit erwacht, erkennen Spike und Chris als erstes dessen Sohn Jack. Sie wollen sich klammheimlich aus dem Staub machen, doch Ann Bradley, die Ranchergattin, und die hübsche Meg, ein Indianerfindling und Adoptivtochter von Richard und Ann, bitten die beiden Männer zu bleiben.
Meg findet großen Gefallen an Chris, zumal sie erhofft, sich auf diesem Wege den Nachstellungen Al Nuttings erwehren zu können. Nach einigen Tagen kehrt Farmer Bradley von den Weiden auf seine Ranch zurück, begleitet von dem nunmehr ausgewachsenen Schäferhund Shorty. Als Shorty Chris sieht, beginnt er augenblicklich zu winseln. Auch Chris erkennt ihn sofort und ruft 'Shorty'! In Windeseile kehren alle Erinnerungen zu Chris zurück. Der Moment der Rache wäre jetzt gekommen, wäre da nicht Meg Bradley. Rasch spitzt sich die Situation zu. Richard Bradley, seit dem Überfall vor drei Jahren gesundheitlich angeschlagen, stirbt. Es kommt zur Abrechnung zwischen Chris und Spike einerseits und Nutting und Jack andererseits. Spike kommt dabei ums Leben. Doch Chris hat nun in Shorty einen neuen und besonders treuen Verbündeten...

## Hintergrund
Nach Der letzte Ritt nach Santa Cruz war Heiß weht der Wind der zweite Western von Herstellungsleiter Karl Spiehs im Gefolge der zu dieser Zeit sehr erfolgreichen Karl-May-Filme. Spiehs selbst hielt ihn im Nachhinein für weniger gelungen als seinen Vorgänger. Hauptdarsteller Thomas Fritsch sei leider ein Missgriff gewesen.
Gedreht wurde der Film in Jugoslawien, im heutigen Slowenien und Kroatien. Drehorte waren unter anderem Grobnik Polje nahe Rijeka, der Zrmanja Canyon und am Tulove Grede. Die ersten Szenen von Heiß weht der Wind entstanden in einer Westernstadt vor den Toren Ljubljanas.
Internationaler Verleihtitel war Legend of a Gunfighter.
Die Filmbauten stammen von Otto Pischinger, Leo Metzenbauer und Willi A. Herrmann. Die Herstellungsleitung hatte Karl Spiehs, die Produktionsleitung Heinz Pollak.
Der Filmhund hieß eigentlich Schalk vom Möllerland und war ein 1959 geborener Schäferhund. Sein Eigentümer war der Hundetrainer Rudi Schuhschenk, der von 1954 bis 2000 eine Hundeschule in Berlin führte. Schalk stand mehrfach vor der Kamera. So war er 1960 in Sturm im Wasserglas, 1963 in Mensch und Bestie und der Fernsehproduktion Der Maulkorb sowie 1964 in Die Todesstrahlen des Dr. Mabuse zu sehen gewesen.
Bei einer Filmrauferei zwischen Rudolf Schündler und Ron Randell zog sich letztgenannter Schauspieler eine Schulterzerrung zu.

## Kritik
„Ein äußerst schlichtes Wild-West-Abenteuer aus deutscher Produktion, gedreht in Berliner Ateliers und den Karl-May-Bergen" des früheren Jugoslawien; reichlich unglaubwürdig und sentimental.“ Cinema nennt das Werk einen „dummdreisten Eurowestern“.